# Josef Bezpalec
Josef Bezpalec (26. srpna 1855 Suchá, Břehov – 31. března 1935 Třeboň) byl schwarzenberský stavební rada na třeboňském panství v posledním desetiletí vlády knížete Jana Adolfa II. ze Schwarzenbergu, zakladatele moderního českého rybníkářství a zejména pak v období vlády jeho nástupce Adolfa Josefa ze Schwarzenbergu, který se mj. zasazoval o přátelské soužití Čechů a Němců v jižních Čechách. Největší zásluhou Josefa Bezpalce byly rozsáhlé rekonstrukce třeboňských rybníků po povodni v roce 1890.

## Život

### Mládí
Narodil se v roce 1855 jako syn knížecího šafáře Antonína Bezpalce na dvoře Suchá, části obce Břehov. Po studiích na vyšší reálce v Českých Budějovicích přešel v roce 1872 na vysokou školu technickou do Vídně. V roce 1877 ji absolvoval s vyznamenáním.

### Praxe
Po škole nastoupil jako „provisorní úřednická síla“ na knížecí stavební ředitelství v Českém Krumlově. Po devíti měsících pak po dobu jednoho roku, pomáhal trasovat novou železniční trať z Českých Budějovic přes Český Krumlov do Želnavy. Poté byl přeložen do schwarzenberské zeměměřické kanceláře v Třeboni, kde pracoval jako asistent. Zde se uplatnil při realizaci Šustových reforem rybničního hospodářství, když vyprojektoval nové rybníky u Lomnice nad Lužnicí, například Víra, Láska, Měkký, Dobrá vůle, Strakatý a u Nové Hlíny rybník Vítek. Dále projektoval meliorace nejen na Třeboňsku, ale i Hlubocku a jinde. V roce 1879 vypracoval plán kanalizace pro město Třeboň. V témže roce zpracoval plán Bažantnice a plán Švýcárny na Červeném Dvoře.
Vrchol jeho práce spadal do období po roce 1890, kdy se při staleté povodni protrhl Spolský rybník, povodňová vlna následně dorazila do rybníka Svět, jehož hráz se také roztrhla a katastrofu zastavil až rybník Rožmberk. Po této povodni rekonstruoval například protrženou hráz rybníka Svět, nové splavy na Rožmberku a Spolském rybníce, opravu splavu na rybníce Dvořiště a zkonstruoval nový jez u Mláky na Nové řece, kterým nahradil původní jez poničený povodní.
Vytvářel modely rybničních staveb, se kterými uspěl na světové rybářské výstavě ve Vídni. Jednalo se většinou o modely 1:10, z nichž nejvýznamnější byly:
- Zařízení výtoku na Opatovickém rybníce
- Zařízení výtoku rybníka Světa
- Zařízení výtoku rybníka Dvořiště v roce 1893
- Brlení na Rožmberce
- Brlení na Spolském rybníce

Vypracoval řadu plánů, například:
- Nové sádky v Třeboni
- Sádky na Šalouně
- Vodní katastrofa r. 1890 na rybníce Světě
- Vodní katastrofa na rybníce Spolský r. 1890
- Povodňová katastrofa na Nových Řekách – situace a nová úprava
- Návrh na znovuzřízení jezu v Mláce u Weinzettelova mlýna – jednalo se o samočinný jehlový jez na Nové řece, který měl mimo jiné zajišťovat také plavení dřeva.[7]

Projektoval vodovody ve Vimperku, Chýnově, Táboře a v roce 1908 v Třeboni z pramenů v lokalitě Na Kopečku. V roce 1909 zde byla postavena vodárenská věž podle návrhu architekta Jana Kotěry, která sloužila k zásobování pitnou vodou Třeboně až do konce 60. let 20. století.
Josef Bezpalec projektoval i dopravní stavby – železniční vlečku z knížecího pivovaru k zastávce v Třeboni, dále spolupracoval na nerealizovaném projektu železniční trati z Českých Budějovic přes Rudolfov, Lišov a Třeboň do Jindřichova Hradce. Podílel se i na silničních stavbách, např. z Lomnice na Lužnicí na Smržov nebo z Lišova do Velechvína. Vybudoval dnes již nedochovanou plovárnu na Opatovickém rybníku, která nesla jeho jméno.
Jeho odborné práce ocenilo v roce 1898 rakouské ministerstvo vnitra a udělilo mu titul stavebního a kulturního inženýra s prominutím zkoušek. V roce 1904 byl Josef Bezpalec povýšen na vrchního inženýra a v roce 1909 na přednostu „zeměměřičské kanceláře třeboňské“.
V roce 1914 byl Josef Bezpalec penzionován, zemřel náhle v roce 1935 v Třeboni a je pochován v rodinné hrobce na hřbitově sv. Otýlie v Českých Budějovicích.